# Косколь (Аулієкольський район)
Косколь (каз. Қоскөл) — село у складі Аулієкольського району Костанайської області Казахстану. Входить до складу Дієвського сільського округу.
Населення — 24 особи (2021; 116 у 2009, 262 у 1999, 316 у 1989).